# کینگزویل جنوبی، ویکتوریا
کینگزویل جنوبی (به انگلیسی: South Kingsville) یک حومه شهر در استرالیا است که در ویکتوریا (استرالیا) واقع شده‌است.